# San Francisco Police Department

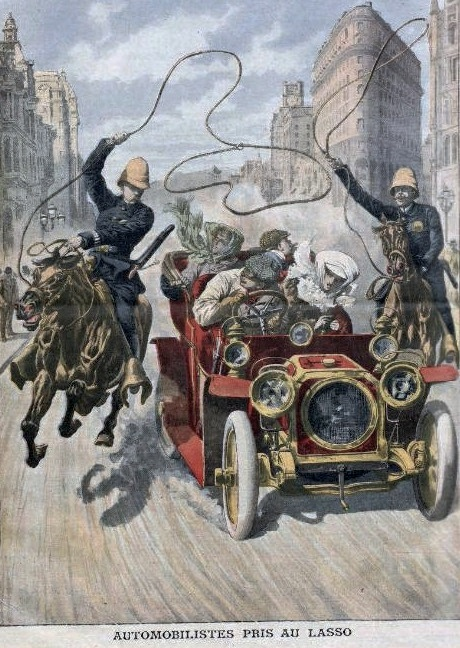
Automobiliste pris au lasso par la police de San Francisco en 1908.

Le San Francisco Police Department (SFPD) (en français: Service de police de San Francisco) est la police municipale de la ville et du comté de San Francisco, en Californie aux États-Unis. Le service, fondé en 1849, emploie plus de 2600 policiers, ce qui en fait le 11e service de police des États-Unis, en termes d'effectifs.

## Histoire
Jusqu'à la ruée vers l'or en Californie, San Francisco n'est encore qu'un hameau. Début 1848, elle ne compte guère plus de mille habitants, mais en 1849, sa population atteint les vingt-cinq mille personnes. Le SFPD est opérationnel dès le 13 août 1849. Le capitaine Malachi Fallon et son adjoint ont sous leurs ordres trois sergents et trente policiers. Les locaux qu'occupe le  Police Department ne sont alors qu'une ancienne école située sur Portsmouth Square. À cause de la ruée sur l'or et de tous les personnages douteux qu'elle attire, San Francisco est alors la proie des gangs. Entre le 24 décembre 1849 et le 22 juin 1851 la ville est ravagée par une série de quatre grands incendies, tous criminels ou supposés tels. Cette insécurité conduit les habitants de la ville à organiser un comité de vigilance qui fait régner un semblant d'ordre et se substitue en partie aux autorités politiques et aux forces de police, jusqu'aux élections de 1853.
Le 28 octobre 1853, le Board of Aldermen (conseil municipal) vote l’ordonnance numéro 466, qui réorganise le SFPD comme suit:
« Les habitants de la ville de San Francisco ordonnent ce qui suit: Sec. 1. Le Police Department of the City of San Francisco, sera composé jour et nuit de 56 hommes (y compris un capitaine et son adjoint), chacun d'entre eux recommandé par au moins dix citoyens contribuables. Sec. 2. Il y aura un capitaine et un assistant capitaine de police, qui seront élus conjointement au Board of Aldermen et assistant Aldermen. Le reste de la force, à savoir, 54 hommes, seront nommés comme suit: Par le Maire, 2; par le City Marshal, 2; par le City Recorder, 2; et par les Aldermen et assistant Aldermen, 3 chacun. »
En juillet 1856, le Consolidation Act, voté le 19 avril 1856, entre en vigueur. Cette loi supprime le poste de City Marshal et crée à sa place celui de Chief of Police. Le premier Chief of Police élu cette même année est James F. Curtis un ancien membre du San Francisco Committee of Vigilance.
Entre 1858 et 1866, c'est Martin J. Burke qui est Chief of Police. Le SFPD devient à cette époque le premier corps de police aux États-Unis à utiliser la photographie pour ses enquêtes et ses rapports. Patrick Crowley succède à Burke et doit, avec moins de cent hommes, venir à bout d'émeutes et de gangs comme les « Sons of Freedom » ou les « Portero Toughs ». Crowley parvient à faire infiltrer les Sons of Freedom par certains de ses hommes et à démanteler le groupe de hors-la-loi. L'étoile à sept branches emblème du SFPD, portée par les policiers à gauche, côté cœur, est adoptée en 1886. Elle s'inspire des sept sceaux de l'Apocalypse de Jean et représente les sept  valeurs qui guident le travail du SFPD :  la vertu, la divinité, la prudence, le courage, l'honneur, la gloire et le respect de Dieu.

### XXesiècle
Au début du XXe siècle, c'est William P. Sullivan qui est Chief of Police. Il est remplacé en 1901 par George Wittman qui lance une croisade contre le jeu et les fumeries d'opium de Chinatown. C'est Jeremiah F. Dinan qui prend la suite en 1905. Le 18 avril 1906 survient un terrible séisme, suivi d'un incendie dévastateur. San Francisco compte alors 410 000 habitants et est détruite à près de 80 %. À la suite d'émeutes et de pillages, le maire Eugene Schmitz publie l'arrêté suivant : « Les troupes fédérales, les membres des forces de police ordinaire et des forces spéciales ont été autorisés à abattre toute personne prise en flagrant délit de pillage ou de quelque autre crime. » Dès 1907, le SFPD est l'une des premières polices américaines à utiliser les empreintes digitales dans son travail d'enquêtes. Cette même année, le maire Edward Robeson Taylor nomme William J. Biggy chef de la police. Il n'occupe pas longtemps ce poste, car le 1er décembre 1908, pendant la nuit, il « tombe » à la mer depuis une vedette de la police qui effectue une traversée de la baie de San Francisco. On ne retrouve son corps que deux semaines plus tard. Comme des appels à la démission ont été lancés à son encontre, l'enquête hésite entre accident et suicide. C'est finalement l'accident qui est retenu par le légiste, probablement parce que Biggy était un catholique pratiquant. C'est cependant grâce à son impulsion que le 4 décembre 1909, le SFPD est doté de trois motos acquises pour sept cent quatre-vingt-trois dollars,. En 1911, David A. White est nommé chef du service et c'est sous sa direction, en 1913, que pour la première fois, trois femmes sont admises au sein du corps de police avec le titre de « Women Protective Officers ».
À la fin de la Première Guerre mondiale le SFPD est dirigé par David A. White et composé d'environ 900 policiers, alors que la ville compte à peu près un demi-million d'habitants. La guerre des gangs fait rage, en particulier à Chinatown. Afin que cesse cette guerre sanglante, dans les années 1920, le commissaire Jack Manion qui dirige la police à Chinatown a l'idée de réunir les chefs des principaux gangs tongs et de leur faire signer un « traité de paix ». Jusqu'en 1933, pendant les treize années où sévit la Prohibition, le travail du SFPD est énorme et souvent vain, afin de tenter de faire respecter l'interdiction de l'alcool. C'est le chef de la police Daniel J. O'Brien qui crée, en 1923, la première école de formation ("police academy ") de policiers aux États-Unis. Dès 1932, le SFPD utilise la radiocommunication. La fin de la Seconde Guerre mondiale dans le Pacifique, le 14 août 1945, est marqué à San Francisco par une violente émeute lors de laquelle on dénombre onze morts et mille blessés. Les évènements se déroulent principalement dans le centre-ville et sont le fait de milliers de jeunes soldats et marins ivres qui défoncent des vitrines, s'attaquent aux femmes et renversent des tramways. Le SFPD et la police militaire mettent trois jours à rétablir l'ordre. Dès le début des années 1950, le SFPD doit lutter contre le crime organisé qui n'est plus uniquement l’apanage de Chicago et de la Côte Est.

## Moyens et organisation

Voiture de patrouille du SFPD.

Le SFPD possède actuellement deux divisions principale plus une chargée de l'aéroport. Ces 3 divisions comprennent elles-mêmes 12 commissariats (Police stations) :
Metro Division
- 1) Central Station : 766 Vallejo St. San Francisco.
- 2) Mission Station : 630 Valencia St.
- 3) Northern Station : 1125 Fillmore St.
- 4) Southern Station, Hall Of Justice : 850 Bryant St San Francisco.
- 5) Tenderloin Station : 301 Eddy St.

Golden Gate Division:
- 6) Bayview Station : 201 Williams St.
- 7) Ingleside Station : 1 Sgt. John V. Young Ln.
- 8) Park Station : 1899 Waller Street.
- 9) Richmond Station : 461 6th Ave.
- 10) Taraval Station : 2345 24th Ave.

Sub Station and Special Division
- 11) San Francisco Police Academy : 350 Amber Dr San Francisco, CA 94131 (415) 401-4600
- 12) San Francisco International Airport Police : International Terminal, 5th floor.

Véhicules de patrouille et d'intervention
Le SFPD est équipé des mêmes véhicules que le LAPD  ( Ford Crown Victoria, Dodge Charger LX, etc.). Ces véhicules sont reconnaissables grâce à l'étoile à 7 branches bleu marqué SFPD en jaune et se trouvant sur les portières avant d'une voiture où l'avant et l'arrière sont noir et le milieu blanc.
Armes de service (années 2000 &2010)
Le personnel en tenue et en civil du SFPD dispose d'un armement moderne  sous la forme de pistolets semi-automatiques SIG-Sauer P226  ou SIG-Sauer P229 chambrés pour cartouche de  10 ×22 mm (.40 S&W) adoptés en 2004 pour remplacer le Beretta 96 de même calibre. Mais les policiers de San Francisco peuvent utiliser leur arme personnelle s'ils réussissent les épreuves de tir pluriannuelles avec celle-ci. De plus, les rateliers des voitures du SFPD accueillent une carabine de police Colt AR-15 ou un riot gun Beretta 1201FP

## Référence culturelle
Moins populaire que les LAPD et LASD, le SFPD a pour policiers les plus connus l'Inspecteur Harry Callahan et L'Homme de fer mais aussi ceux des films et séries télévisées :
- Division d'élite
- Les Rues de San Francisco
- Nash Bridges
- Zodiac
- Monk. Adrian Monk n'appartient plus au SFPD mais est régulièrement appelé à son aide.

L'inspectrice Lindsay Boxer y appartenant aussi, le SFPD apparaît dans les romans de James Patterson  consacré au Women's Murder Club et donc à ses adaptations télévisées.